# Enomau de Gadara
Enomau de Gadara (em grego Οἰνόμαος, em latim: Oenomaus Gadarensis; Gadara?,  século I –?,  século II) foi um filósofo grego que pertenceu à escola cínica.

## Biografia
Pouco se conhece sobre a vida de Enomau. No Chronicon de São Jerónimo, Enomau é classificado, junto com Plutarco,  Sexto de Queroneia e Agatobulo, entre os filósofos que floresceram nos primeiros anos do reinado do imperador Adriano. Dele sobreviveram apenas dois longos fragmentos, conservados por Eusébio de Cesareia do trabalho "Desmascarando charlatões"(em grego:Κατα των χρηστηρίων ou Γοήτων Φωρά , em latim:Detective Praestigiatorum), uma violenta sátira contra os oráculos. O imperador Juliano, o Apóstata acusou-o de impiedade.

## Obras
De acordo com a Suda, outras obras de Enomau de Gadara são:
- Περί Κράτητος, Διογένους και άλλων κυνικών(Sobre a doutrina cínica)
- Περί της Ομήρου φιλοσοφίας(Sobre a filosofia de Homero)
- Περί Κράτητος, Διογένους και άλλων κυνικών(Sobre Crátero e Diógenes)